# Irving Rouse
Pour les articles homonymes, voir Rouse.
Benjamin Irving Rouse est un archéologue et anthropologue américain, né à Rochester le 29 août 1913 et mort à New Haven le 4 février 2006. Il est l'un des spécialistes de la zone caraïbe et de son peuplement ancien.

## Œuvres
- Introduction To Prehistory a Systematic, 1972 ;